# Tattoo Erotica
Die Tattoo Erotica war eine deutsche Zeitschrift für Tattoos und Erotik. Sie erschien zweimonatlich mit einer Auflage von 48.000 Exemplaren bei der Huber Verlag GmbH & Co. KG aus Mannheim.
Nachdem der Huber Verlag am 4. Februar Insolvenz angemeldet hatte, wurde am 29. Juni 2020, in einer Mitteilung der Zeitschrift über Facebook, bekannt gegeben, dass der Huber-Verlag geschlossen wird und das TätowierMagazin und Tattoo Erotica eingestellt würden.

## Inhalt
Aktbildstrecken von tätowierten Frauen waren der Hauptbestandteil des Magazins; die veröffentlichten Models erhielten den Titel „ErotiCat“. Ergänzt wurde das Magazin durch Reportagen und Editorials prominenter Persönlichkeiten sowie Kolumnen, die die Trends der Saison rund um die Themen Lifestyle und Tattoo präsentieren.

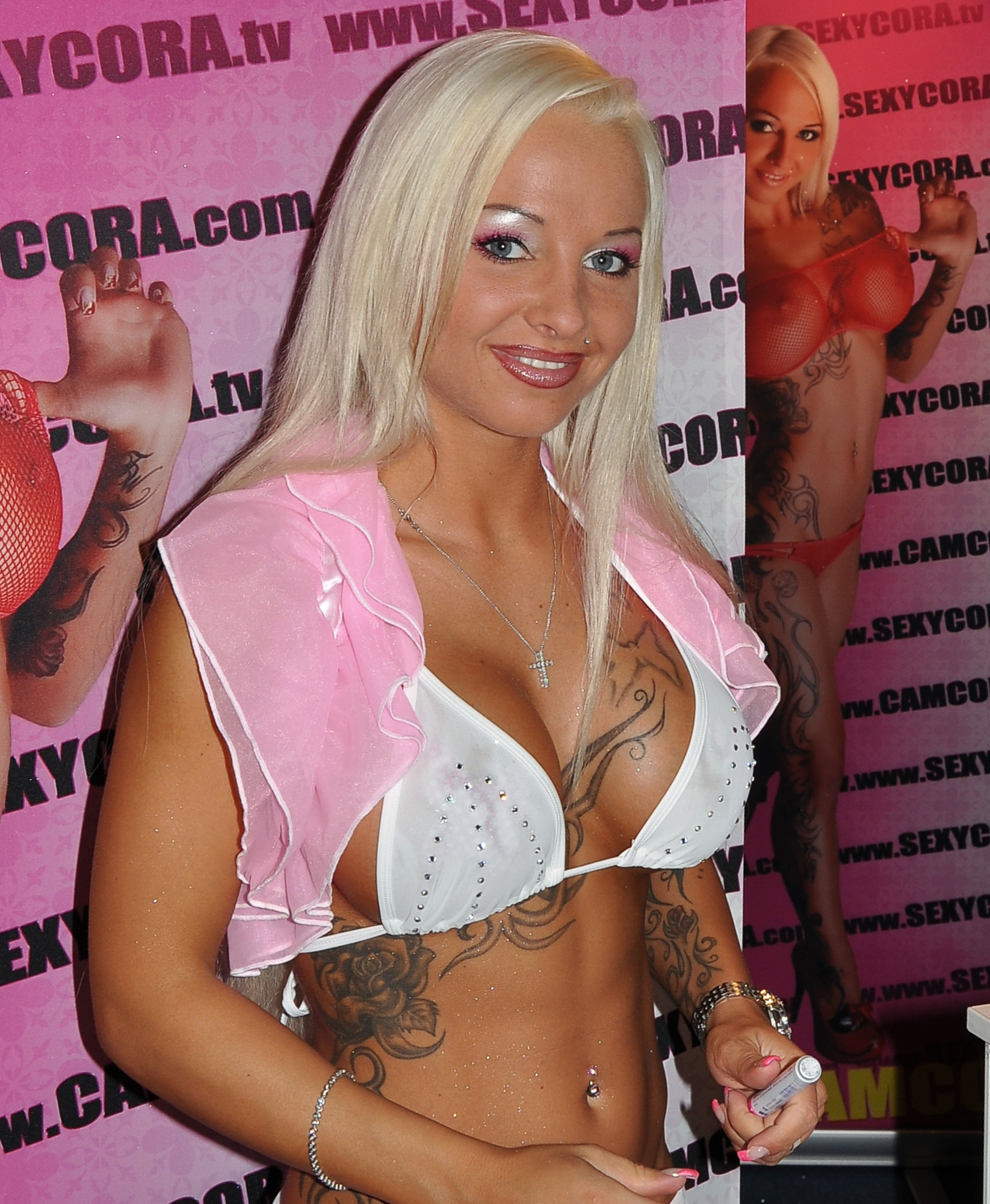
Sexy Cora – Tätowier Magazin Sonderband Nr. 5 Tattoo Erotica

## Veranstaltungen
Das Magazin war zusammen mit dem TätowierMagazin Veranstalter der jährlich stattfindenden Tattoomodel-Miss-Wahl „Tattoo Starlet“.
Außerdem kürte das Magazin jährlich das „ErotiCat des Jahres“. Die Abstimmung fand online auf der Internetpräsenz des Magazins statt.
Im Heft Nr. 5 im Jahr 2007 war die Pornodarstellerin Sexy Cora als Model im Heft.